# Mateus de Sá
Mateus de Sá, född 21 november 1995, är en friidrottare från Brasilien. Han deltog vid olympiska sommarspelen 2020.